# Kościół Świętej Trójcy w Fałkowie
Kościół Świętej Trójcy w Fałkowie – kościół położony we wsi Fałków, którego patronem jest Trójca Święta oraz Matka Boża Szkaplerzna.
Kościół zbudowano w 1920 r. na najwyżej położonym miejscu wsi. Ołtarz zwrócony jest ku zachodowi.
Składa się z zasklepionego prezbiterium i niesklepionej nawy oraz dwóch naw bocznych zasklepionych. Kościół jest wzniesiony z kamienia na planie wydłużonej elipsy. W prezbiterium i nawie jest sześć okien, a w bocznych nawach po trzy okna. Kościół ma dwie wieże stylizowane na romańskie, pełniące funkcję dzwonnicy. 
Najstarszy kościół modrzewiowy wzmiankowany był w XI w., a kościół murowany stał w wieku XIV. Konsekracja miała miejsce w 1325 r. Kolejny murowany kościół, pw. Świętej Trójcy oraz św. św. Apostołów Mateusza i Macieja, fundacji Piotra i Jana Giżyckich dziedziców Fałkowa, pochodził z 1420 r. W tym czasie została erygowana parafia. Bp Gniazdowski konsekrował kościół w 1603 r.

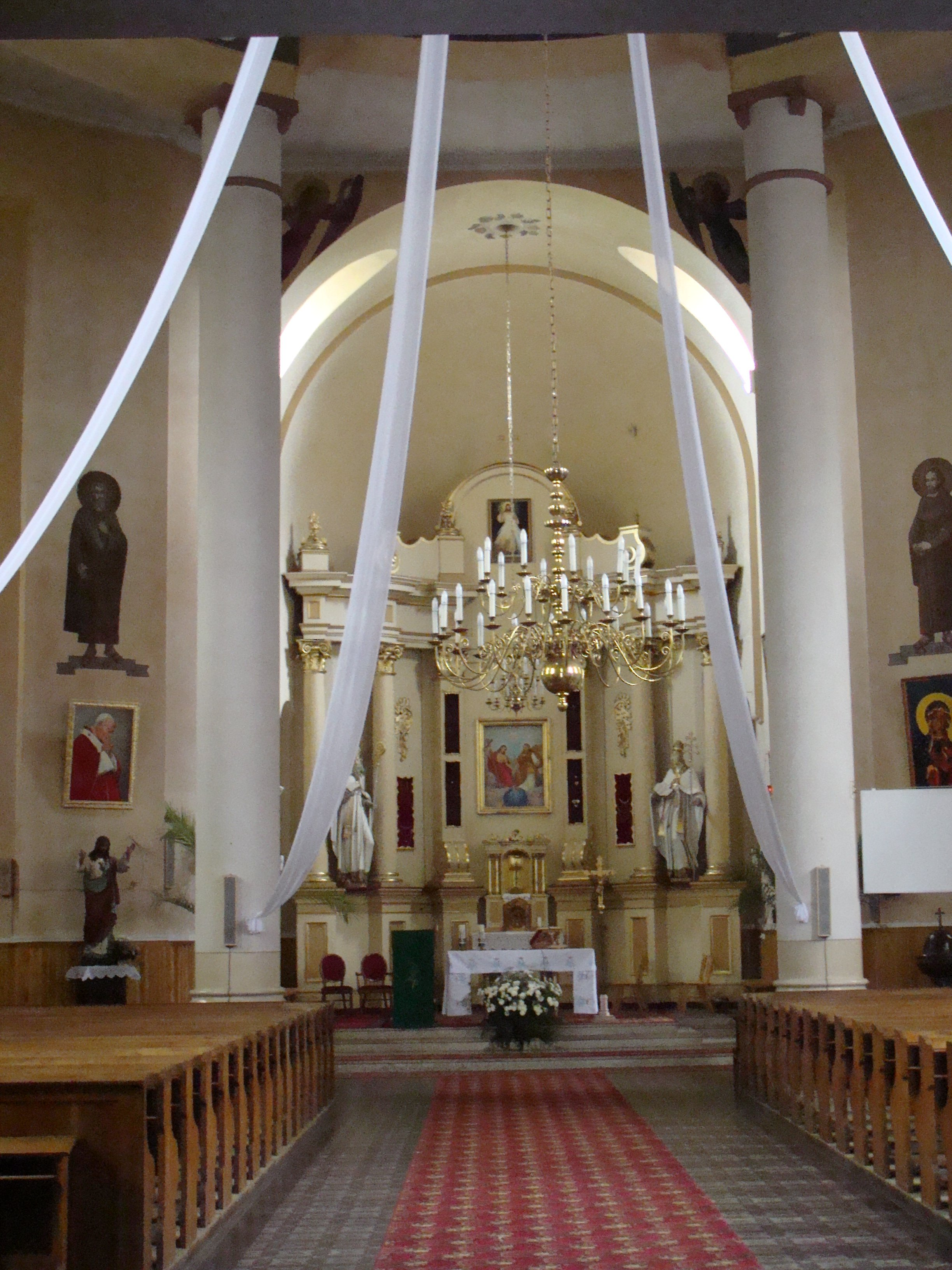
Wnętrze

Pożar w 1774 r. zniszczył znaczną część świątyni, która została odnowiona w końcu XVIII w. i w 1846 r. W 1897 r. kościół konsekrował bp Antoni Franciszek Sotkiewicz. Podczas I wojny światowej świątynia została zniszczona. Wybudowano wtedy tymczasową kaplicę drewnianą. Kościół obecny zbudowany został w latach 1929–1935 staraniem ks. Jana Dąbrowskiego i ks. Wacława Wypyskiego, według projektu architekta Oskara Sosnowskiego. Uległ zniszczeniu w czasie II wojny światowej, w latach 1947–1954 został gruntownie odnowiony staraniem ks. Romana Ścisłowskiego. Konsekrował go w 1954 bp Jan Kanty Lorek. Restauracja świątyni miała miejsce w latach 1974–1975. 
10 kwietnia 1982 r. (Wielka sobota) o godzinie 7.30 w kościele wybuchł pożar, który strawił wielki ołtarz. Zniszczeniu uległy figury, uszkodzony został również obraz Matki Bożej Szkaplerznej. W latach 1983–1986 zrekonstruowano ołtarz i odnowiono figury oraz obraz.